# Telaga Sari (Sunggal)
Telaga Sari is een bestuurslaag in het regentschap Deli Serdang van de provincie Noord-Sumatra, Indonesië. Telaga Sari telt 3228 inwoners (volkstelling 2010).